# Kudzuböna
Kudzuböna (Pueraria montana) är en mångårig klängande ärtväxt som har sitt ursprung i Japan och sydöstra Kina. På japanska heter växten,  japanska: クズ eller 葛 (Kuzu). Namnet kommer av det japanska ordet för vinranka och den kan nå höjder på 20-30 meter i träd, men kan också breda ut sig ordentligt över lägre vegetation. Kudzu har användningsområden både i kokkonst och som medicinalväxt, då studier har visat att den kan reducera såväl bakfylla som sug efter alkohol. När den har introducerats på andra håll i världen, som i USA och i Australien, har den snabbt blivit ett svårkontrollerbart ogräs med förmåga att täcka stora landarealer.

## Varieteter
Den egentliga kudzubönan är en varietet av P. montana och bär det vetenskapliga namnet Pueraria montana var. lobata (Willd.) Maesen & S.M.Almeida